# Болохівка
Боло́хівка (пол. Bołochówka) — річка в Україні, у межах Долинського і Калуського районів Івано-Франківської області. Ліва притока Сівки (басейн Дністра).

## Опис

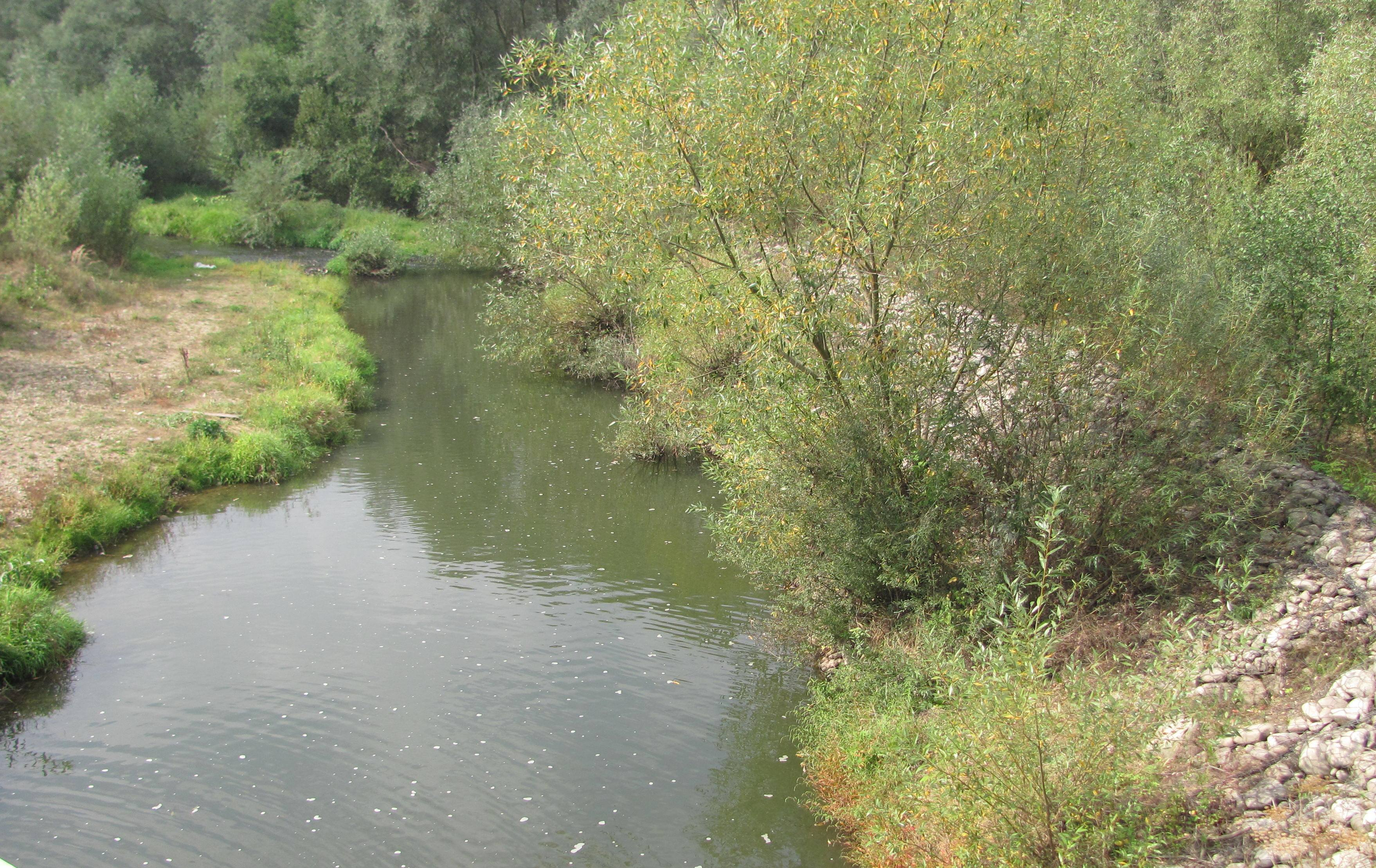
Болохівка

Довжина Болохівки 56 км, площа басейну 299 км². Заплава від 50 м до 1 км, є стариці. Річище звивисте, з численними рукавами, багато перекатів. Ширина річища від 6 до 30 м, глибина 0,5 до 2,7 м. Похил річки 2,98 м/км. Біля сіл Завадки та Верхня річище зарегульоване, є ставки.

## Розташування
Болохівка бере початок на схід від села Слобода-Долинська,або на захід від села Болохів Калуського району, тече переважно з заходу на схід і північний схід, впадає у р.Сівку біля північної околиці смт. Войнилова, під Середнянською горою.
Притоки: Велика, Сивка, Глибокий, Чорний, Калиновий, Кам'яний(Камянка), Пічоса(Підчоса), (праві); Жидів, Зборшора, Велопунець, Станківка, Теноса, Василиша (ліві).
Тече через села Болохів, Завадка, Верхня, Гуменів, Негівці, Томашівці, Середнє.

## Цікавий факт
- У XIX столітті на річці біля села Дубовиця існував 1 водяний млин[4].
- У 19.ст на річці біля села Верхня існував водяний млин.